# 福廷本德 (密蘇里州)
福廷本德（英語：Fourteen Bend）是位於美國密蘇里州佩米斯科特縣的鬼鎮。

## 地理
福廷本德所處的海拔為高於海平面82米（即269英呎），而該地所採用的時區為UTC-6，即北美中部時區（CST）。同時該地設有夏令時間，為UTC-6調快一小時，即UTC-5（CDT）。